# Аеродром Самара
Међународни аеродром Самара (рус. Международный аэропорт Курумоч) ; (IATA: KUF, ICAO: UWWW) је још познат као "Аеродром Сергеј Коваљев  - Курумоч" и највећи је у области. Ова ваздушна лука је била седиште руске авиокомпаније Самара ерлеинс до 2008. године, а Ер Самара од 2014. године. Од 1935. до 1990. године град Самара се звао Кујбишев, па отуда IATA-Code KUF. 

## Положај
Аеродром се налази 8 км североисточно од истоименог градића Курумоч и 35 км северно од Самара а 45 км источно од Тољатија, града, који је у свету познат по својим фабрикама аутомобила Лада. 

## Приступ аеродрому
До њега се може доћи аутомобилом, таксијем и аутобусом. Аутобуска линија бр. 652 (и 652а) саобраћа до Самаре и Тољатија. Дуго времена је постојала жељезничка веза између Самаре и аеродорома али је 2019. године обустављена због нерентабилности.

## Инциденти
- Дана 17 Март 2007. при слетању Туполева Ту-134 компаније  Utair дошло је до несреће при којој је погинуло шест путника. [4]